# Léda (Michel-Ange)
Pour les articles homonymes, voir Léda et Léda et le Cygne.
 (août 2017).

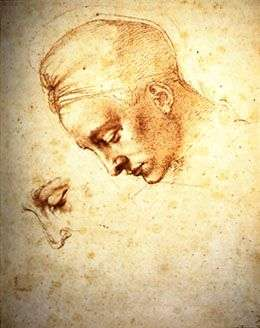
Etude de Michel-Ange pour Léda

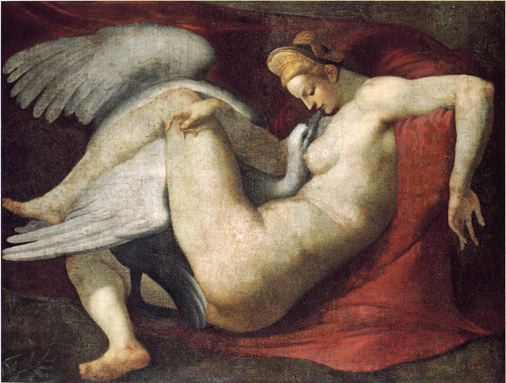
La copie de la National Gallery de Londres

Léda ou Léda et le Cygne, en italien La Leda, est un tableau perdu de Michel-Ange vers 1530, connu par des études préparatoires de sa main et par des copies.

## Histoire
L’œuvre originale de Michel-Ange, à la détrempe sur bois, est peinte vers 1530 pour le duc Alphonse Ier d'Este. Le tableau n’est pas livré à son commanditaire et Michel Ange l’envoie au roi de France François Ier : la peinture est de passage à Lyon en 1532 et suscite un vif intérêt. 
Elle disparaît par la suite. Selon Roger de Piles en 1699, elle aurait été brûlée sur l'ordre du surintendant des Bâtiments, François Sublet de Noyers, en raison de son caractère lascif.
Gabriella Rèpaci Courtois, historienne d'art, spécialiste de Michel-Ange et la Renaissance italienne, publie en 2012 un roman sur l'histoire de cette œuvre : Una poca cosa.

## Copies
- Copie de la peinture de Michel Ange - XVIe siècle, Musée du Louvre, département des Arts graphiques
- Copie de la peinture de Michel Ange par Giovan Battista Romolo dit le Rosso (entre 1530 et 1540) - National Gallery de Londres

### Article interne
- Liste des œuvres de Michel-Ange

### Article externe
- Article sur la Léda sur www.persee.fr